# جوش كلارك (منافس ألعاب قوى)
جوش كلارك (بالإنجليزية: Joshua Clarke) هو منافس ألعاب قوى أسترالي، ولد في 19 مايو 1995 في سيدني في أستراليا.

## وصلات خارجية
- جوشوا كلارك على موقع الاتحاد الدولي لألعاب القوى (الإنجليزية)
- جوشوا كلارك على موقع النتائج التاريخية لألعاب القوى الأسترالية (الإنجليزية)